# Ace Frehley (음반)
《Ace Frehley》는 1978년 미국의 하드 록 밴드 키스의 리드 기타리스트인 에이스 프레일리의 솔로 음반이다. 1978년 9월 18일 카사블랑카 레코드가 발매한 4장의 키스 솔로 음반 중 하나였다.

## 배경
이 음반은 프레일리와 에디 크레이머가 프로듀싱했다. 그것은 드럼에 안톤 피그를 참여시켰다. 그는 후에 키스 음반 《Dynasty》와 《Unmasked》에서 세션 작업을 했고 에이스 프레일리의 밴드 프레일리스 코멧의 멤버가 되었다. 이 음반의 세 곡에서 베이스를 맡았던 피그와 윌 리는 후에 《레이트 나이트 위드 데이비드 레터먼》과 《레이트 쇼 위드 데이비드 레터먼》에서 폴 쉐퍼와 함께 세계에서 가장 위험한 밴드와 CBS 오케스트라의 멤버로 명성을 얻었다. 로드와이어와의 인터뷰에서, 프레일리는 그의 솔로 음반의 일부 곡들이 원래 다섯 번째 키스 음반인 《Rock and Roll Over》로 예정되어 있었다고 말했다.

## 반응
| 전문가 평가                      | 전문가 평가 |
| 평가 점수                        | 평가 점수   |
| 출처                             | 점수        |
| -------------------------------- | ----------- |
| AllMusic                         | [ 1 ]       |
| Collector's Guide to Heavy Metal | 8/10        |
| Pitchfork                        | (8.5/10)    |
| Rolling Stone                    | [ 4 ]       |

올뮤직의 그레그 프라토는 회고평에서 "4장의 키스 솔로 음반 중 최고는 에이스 프레일리"라고 썼다. 피치포크의 제이슨 호세페스는 "리프 록, 파워 팝, 그리고 소울의 약간의 멜란지"라고 설명하며 키스 솔로 노력의 특징이라고 입을 모았다. 캐나다 기자 마틴 포포프는 에이스 프레일리를 "키스 솔로 음반 콰르텟 중에서 가장 가식적이고 무겁고 베스트 셀러 플래터"라고 정의하며, 이 음악을 "고결하고, 다재다능한 70년대 메탈"이라고 묘사했다.

## 상업적 성과
1975년 영국의 글램 록 밴드 헬로에 의해 처음 녹음된 〈New York Groove〉는 미국 빌보드 핫 100 싱글 차트에서 13위에 올랐다. 이것은 1978년 솔로 음반에서 발매된 싱글들 중 가장 높은 차트 순위였다. 이 음반은 미국 빌보드 200 차트에서 26위에 올랐다. 1978년 10월 2일 플래티넘 인증을 받았으며 백만 장 이상이 출하되었다. 이것은 키스 솔로 음반 4장 중 가장 많이 팔린 음반이다.

## 곡 목록
모든 곡들은 특별한 언급이 없는 한 에이스 프레일리에 의해 작사/작곡하였다.
| #  | 제목                         | 작사·작곡                    | 재생 시간 |
| -- | ---------------------------- | ---------------------------- | --------- |
| 1. | 〈Rip It Out〉               | 프레일리, 래리 켈리, 수 켈리 | 3:40      |
| 2. | 〈Speedin' Back to My Baby〉 | 프레일리, 자넷 프레일리      | 3:37      |
| 3. | 〈Snow Blind〉               |                              | 3:55      |
| 4. | 〈Ozone〉                    |                              | 4:43      |
| 5. | 〈What's on Your Mind?〉     |                              | 3:28      |

| #  | 제목                        | 작사·작곡           | 재생 시간 |
| -- | --------------------------- | ------------------- | --------- |
| 6. | 〈New York Groove〉         | 러스 발라드         | 3:03      |
| 7. | 〈I'm in Need of Love〉     |                     | 4:39      |
| 8. | 〈Wiped-Out〉               | 프레일리, 안톤 피그 | 4:13      |
| 9. | 〈Fractured Mirror (기악)〉 |                     | 5:26      |

## 인증
| 국가                       | 인증     | 판매량/출하량 |
| -------------------------- | -------- | ------------- |
| 캐나다 (뮤직 캐나다)       | 골드     | 50,000^       |
| 미국 (RIAA)                | 플래티넘 | 1,000,000^    |
| ^출하량을 기반으로 한 인증 |          |               |